# Nippononethes corunutus
Nippononethes corunutus är en kräftdjursart som först beskrevs av Nunomura1983.  Nippononethes corunutus ingår i släktet Nippononethes och familjen Trichoniscidae. Inga underarter finns listade i Catalogue of Life.